# Гусиное Стойло
Гуси́ное Сто́йло — посёлок в Уваровском районе Тамбовской области России. Входит в состав Подгорненского сельсовета.

## География
Посёлок находится в юго-восточной части Тамбовской области, в лесостепной зоне, в пределах Окско-Донской равнины, к востоку от автодороги 68Н-043, на расстоянии примерно 2 км (по прямой) к югу от Уварово, административного центра района.

### Климат
Климат умеренно континентальный, относительно сухой, с умеренно холодной зимой и тёплым летом. Среднегодовая многолетняя температура воздуха составляет 5,3 °С. Средняя температура воздуха самого холодного месяца (января) — −10,4 °C (абсолютный минимум — −40 °C); самого тёплого месяца (июля) — 19,6 °C (абсолютный максимум — 42 °С). Безморозный период длится 143 дня. Среднегодовое количество атмосферных осадков составляет 516 мм, из которых 324 мм выпадает в период с апреля по октябрь. Продолжительность залегания снежного покрова составляет в среднем 128 дней.

### Часовой пояс
Посёлок Гусиное Стойло, как и вся Тамбовская область, находится в часовой зоне МСК (московское время). Смещение применяемого времени относительно UTC составляет +3:00.

## Население
| 2010 |
| ---- |
| 21   |

### Половой состав
По данным Всероссийской переписи населения 2010 года, в гендерной структуре населения мужчины составляли 42,9 %, женщины — соответственно 57,1 %.

### Национальный состав
Согласно результатам переписи 2002 года, в национальной структуре населения русские составляли 96 % из 24 чел.